# Сан-Джорджо-дель-Саннио
Сан-Джорджо-дель-Саннио (итал. San Giorgio del Sannio) — коммуна в Италии, располагается в регионе Кампания, подчиняется административному центру Беневенто.
Население составляет 9515 человек, плотность населения составляет 433 чел./км². Занимает площадь 22 км². Почтовый индекс — 82018. Телефонный код — 0824.
Покровителем коммуны почитается святой Георгий. Праздник ежегодно празднуется 23 апреля.